# Luis de la Cruz

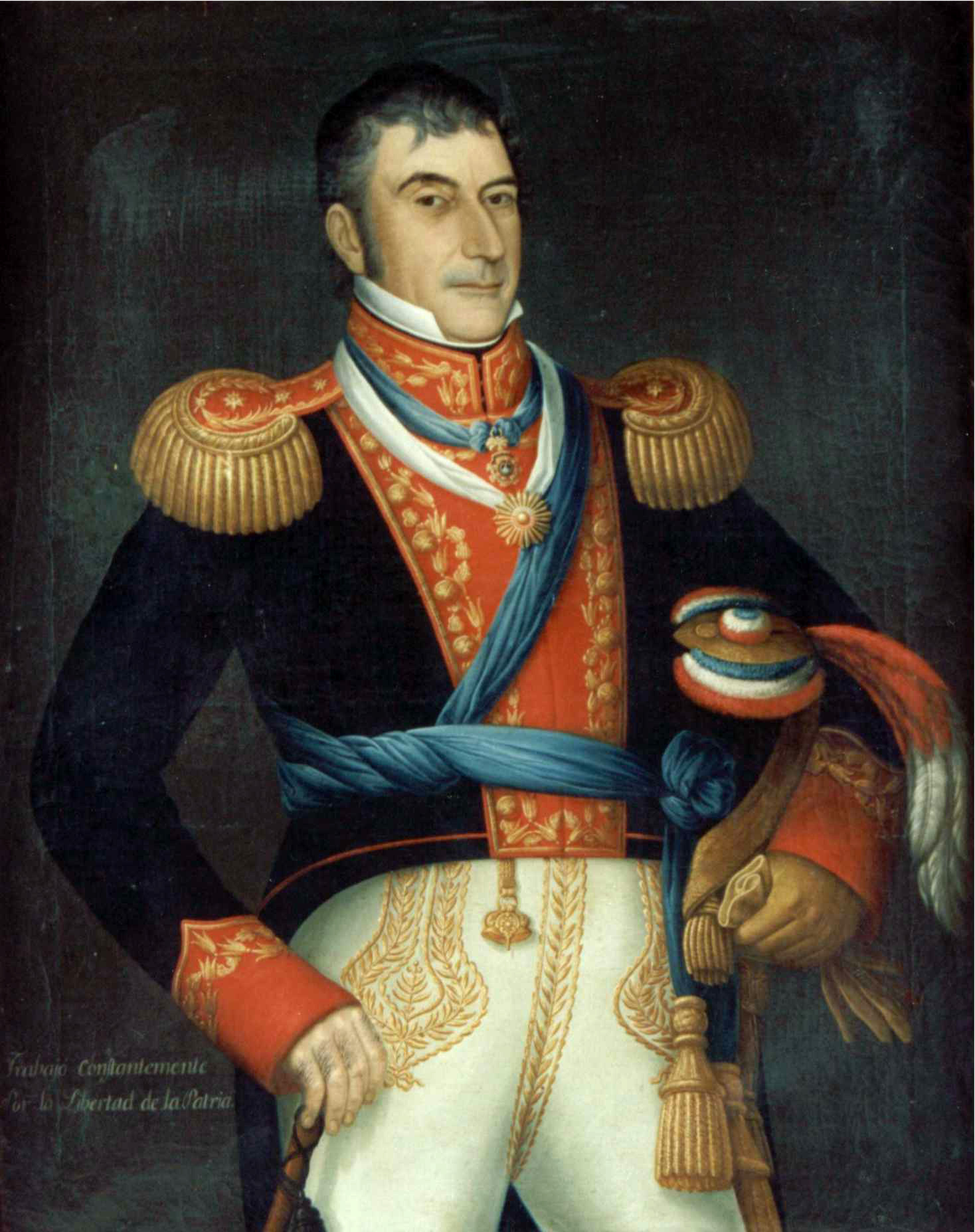
Luis de la Cruz y Goyeneche

Luis de la Cruz y Goyeneche (Concepción, 25 de agosto de 1768 — 1828) foi um militar, político e explorador chileno.
Realizou uma célebre exploração em 1806 para encontrar um caminho direto entre Concepción e Buenos Aires. Destacou-se na carreira militar na luta pela independência de seu país e chegou a substituir interinamente Bernardo O'Higgins como diretor supremo em 1817. 